# Igreja de São Nicolau dos Cesarini
San Nicola dei Cesarini ou Igreja de São Nicolau dos Cesarini era uma igreja de Roma, Itália, localizada no rione Pigna, demolida em 1929. Ficava de frente para uma pequena praça de mesmo nome, também demolida na mesma época. Era dedicada a São Nicolau.
Foi, por um breve período (1661-3), sede da Accademia Nazionale di Santa Cecilia.

## História

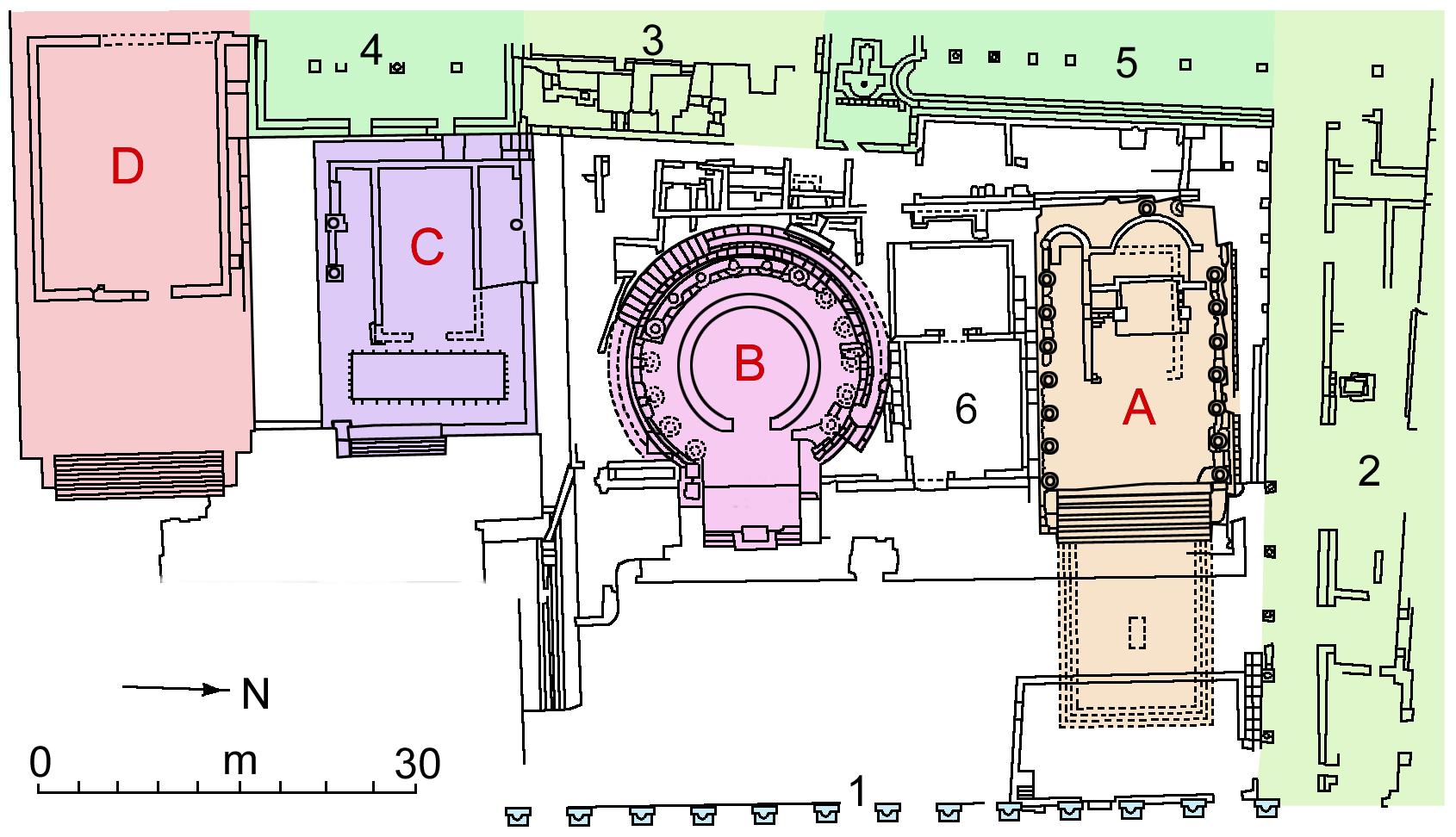
Diagrama dos templos da Área Sacra de Torre Argentina. San Nicola foi construída no "Templo A", à direita.

Já existia uma igreja no local pelo menos desde o século IX, atestada em documentos medievais pela primeira vez no século XII, numa bula do papa Urbano III de 1186. Era chamada de San Nicola de Calcarario, uma referência aos muitos fornos de cal da região, utilizados para obter cal a partir do mármore. Segundo Mariano Armellini: 
| “ | ...naquela rua estavam os fornos de cal destinados a transformar em cimento os avanços da grandiosidade romana, isto é, os monumentos que nem os bárbaros e nem os degenerados romanos do século X puderam demolir; os transformavam em pedreiras de material para fazer cal! | ” |
|   | — Mariano Armellini. |   |

Desta igreja medieval, só restam hoje parte da região absidal e do transepto: as duas absides, uma maior e outra menor, estão afrescadas no interior, fragmentos de efígies de santos. Na escavação depois da demolição da igreja posterior, foi encontrado também um altar do século XII, que foi deixado no local. As escavações também revelaram restos do piso cosmatesco, alguns pilares de tijolos e uma cripta semicircular, típica do século IX.
No século XVII, a igreja antiga foi demolida e reconstruída pelo menos duas vezes, em 1611 e 1695. Depois desta última, foi entregue pelo papa Inocêncio XII aos padres somascos. Recebeu aí o cognome de dei Cesarini pela proximidade de uma nobre família romana que ficava nas proximidades, demolido na mesma época que a igreja.
No interior, a igreja abrigava duas telas de Avanzino Nucci, "São Brás" e "São Carlos", e mais duas de Marco Benefial, uma no altar-mor e outra numa capela lateral.
Entre 1926 e 1929, para permitir que fossem escavados os templos da Área Sacra de Torre Argentina, foram demolidos diversos palácios, assim como ruas e praças e também a igreja de San Nicolau dei Cesarini. A demolição desta revelou os restos da igreja medieval, conhecida como San Nicola de Calcarario, que ficava no "Templo A" da Área Sacra.

## Galeria

Imagens da igreja
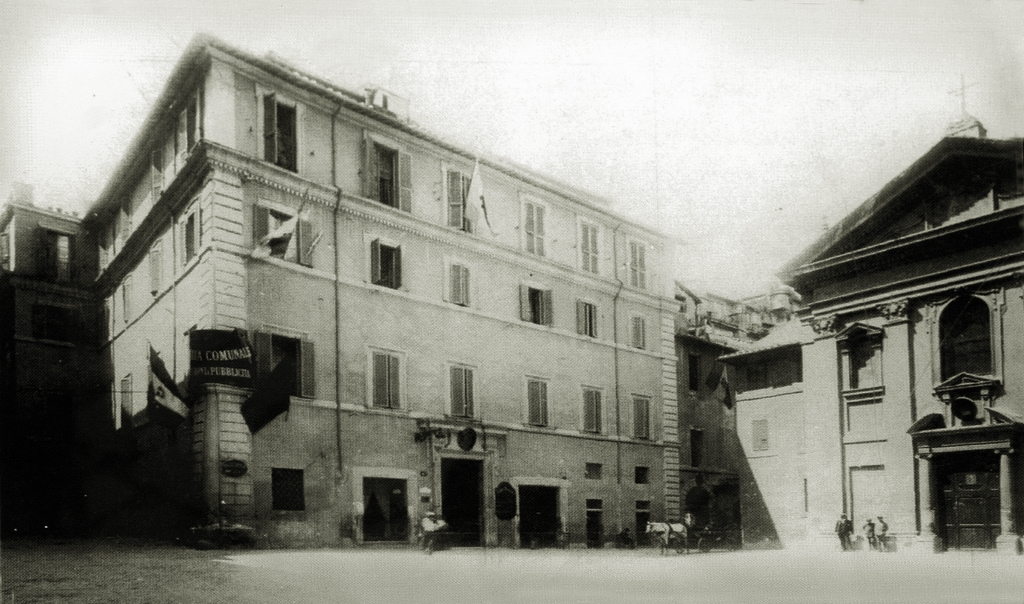
Imagem da igreja antes da demolição.
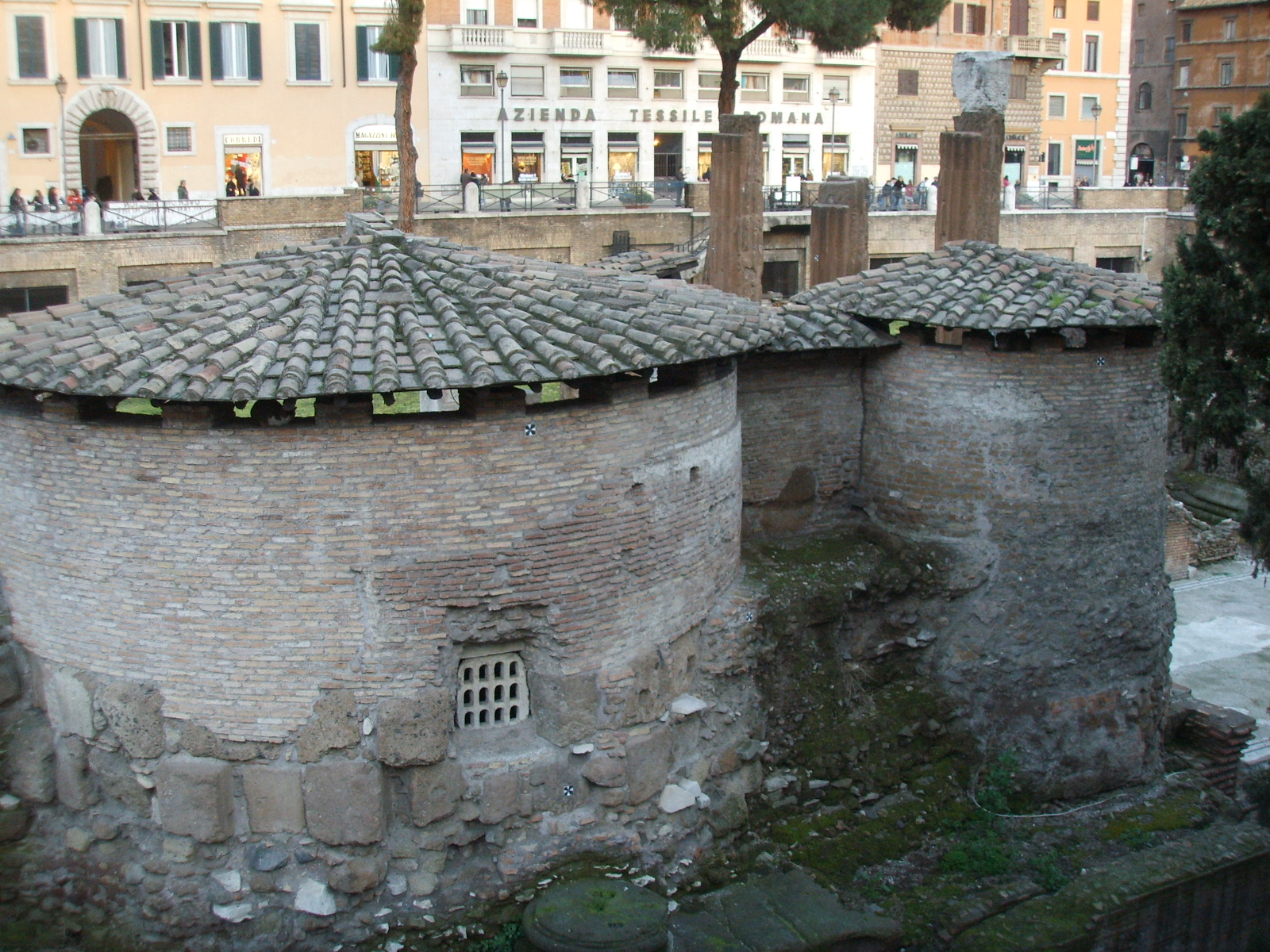
Vista posterior das duas absides.
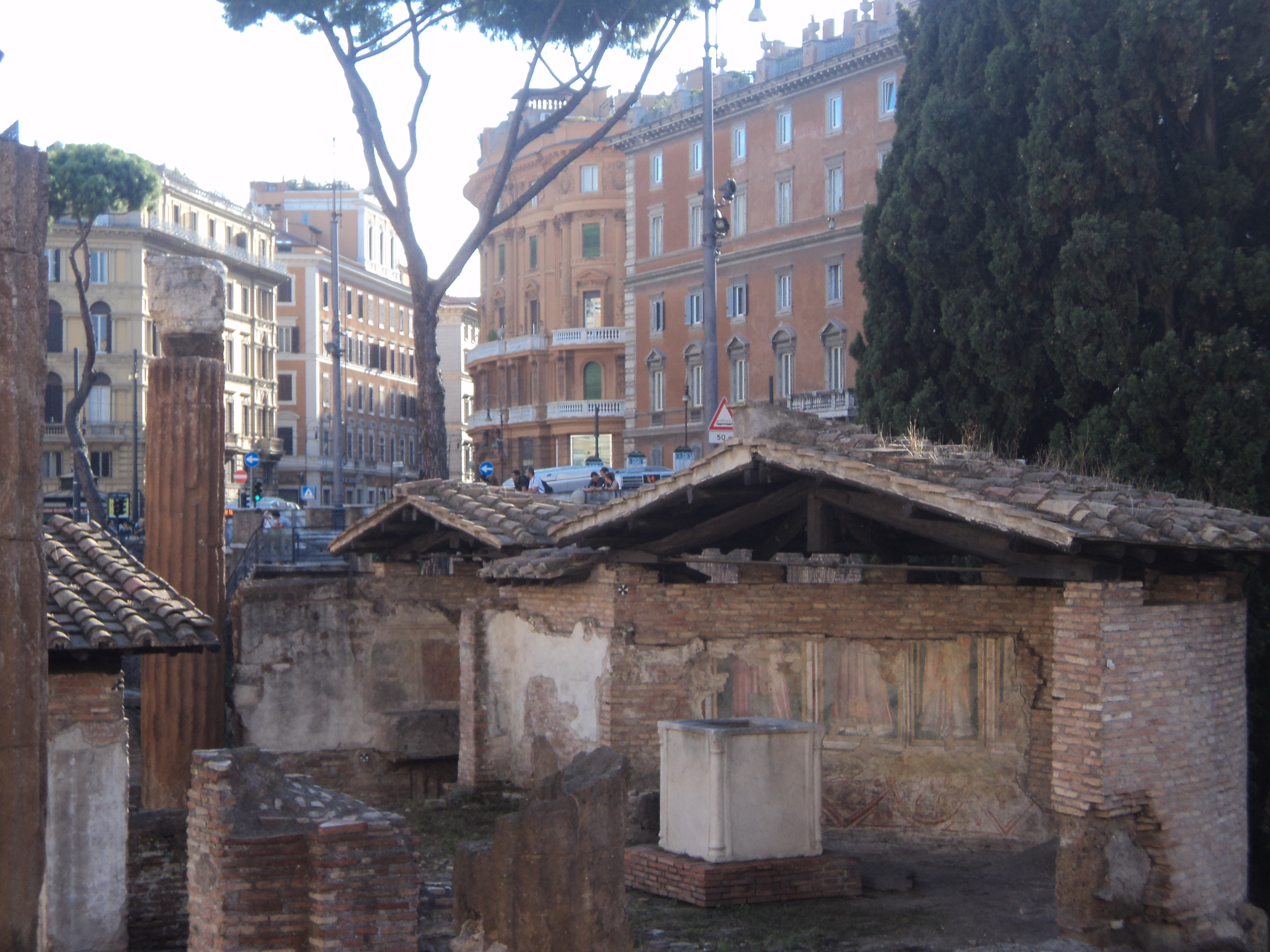
Interior das absides.
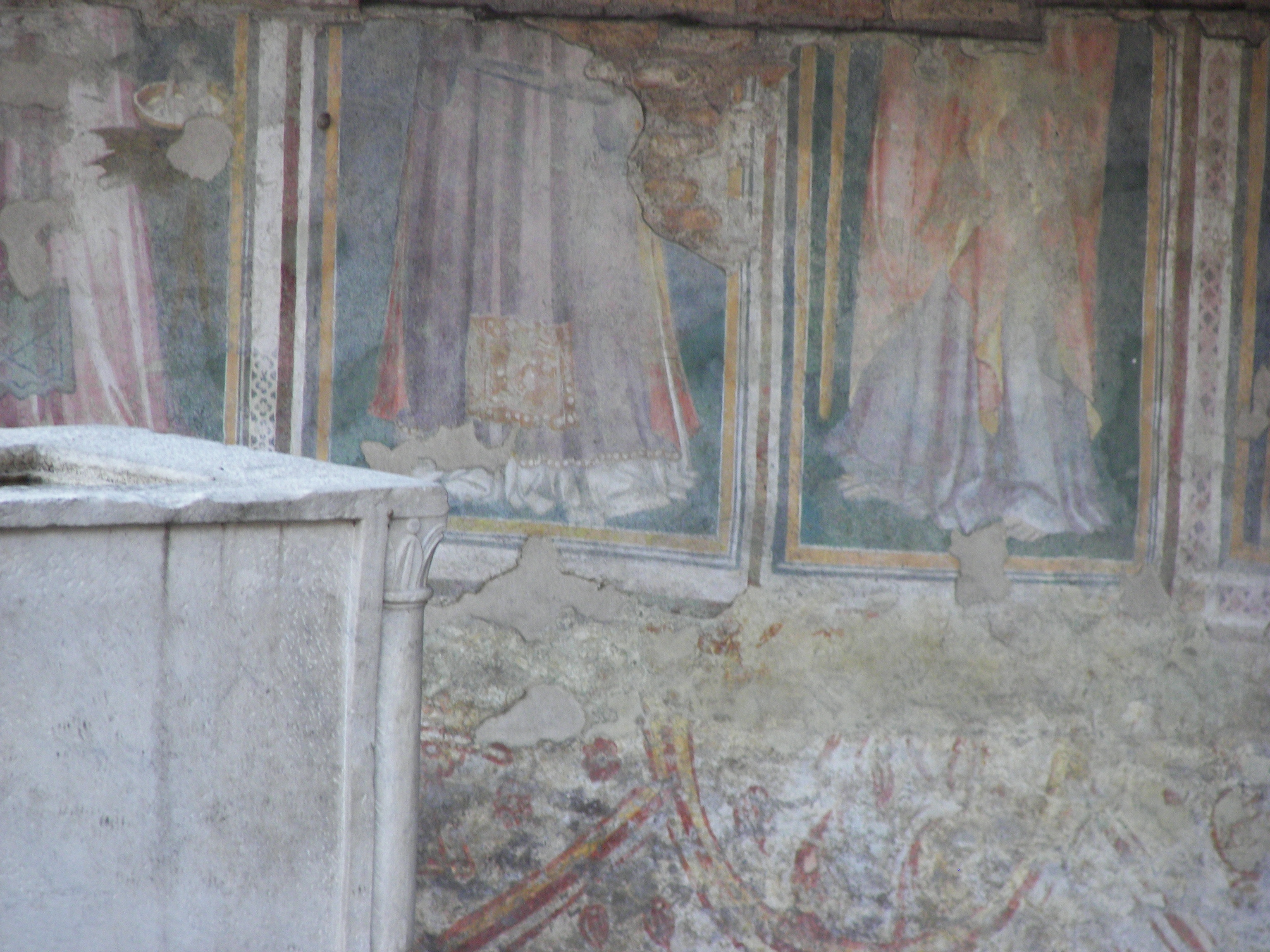
Detalhe dos fragmentos dos afrescos.